# Niki Drpić
Niki Drpić (ur. 5 marca 1979 w Splicie) – chorwacki bobsleista, uczestnik Igrzysk Olimpijskich w Salt Lake City.
W młodości uprawiał lekkoatletykę (skok w dal).